# Edward Ellis
Edward Mayne Ellis (12 de noviembre de 1870 – 26 de julio de 1952) fue un actor teatral y cinematográfico de nacionalidad estadounidense, conocido sobre todo por sus actuaciones en La cena de los acusados, film en el que hizo el papel del título, y A Man to Remember.

## Biografía
Su nombre completo era Edward Mayne Ellis, y nació en Coldwater, Míchigan, siendo el segundo hijo de Edward C. Ellis, un dramaturgo y actor, y Ruth McCarthy Ellis, una actriz. Su hermana mayor era la actriz teatral y escritora Edith Ellis.
Su debut como actor teatral tuvo lugar en 1879 en Chicago, y su primera actuación como adulto llegó en 1905 con la obra Mary and John. A lo largo de su carrera teatral viajó por los Estados Unidos, actuando, componiendo y produciendo obras para el circuito de Broadway, y actuando también en Inglaterra. Entre las obras escritas por él figura la pieza de 1934 Affair of a Gentleman.
En el cine interpretó principalmente papeles de reparto, siendo sus únicos primeros personajes los que encarnó en Main Street Lawyer (1939), A Man to Remember (1938) y Three Sons (1939), una versión del film de Lionel Barrymore Sweepings (1933). En total trabajó en 38 películas, pero quizás es más recordado por su papel de sheriff en Furia, el de tío de Shirley Temple en Little Miss Broadway y el papel principal de A Man to Remember. También fue conocido su papel de Clyde Wynant en el éxito protagonizado por William Powell en 1934 para Metro Goldwyn Mayer La cena de los acusados. Su última actuación cinematográfica tuvo lugar en The Omaha Trail (1942), como Mr. Vane.
Ellis estuvo brevemente casado con la actriz Josephine Stevens desde 1917 hasta mediados los años 1920. Tuvieron un hijo, Robert (Bobbie) Ellis, nacido en 1918. Edward Ellis falleció en 1952 a causa de un infarto agudo de miocardio en Beverly Hills, California. Tenía 81 años de edad.

## Filmografía
| - The Law That Failed (1917) - The Great Bradley Mystery (1917) - Out Yonder (1919) - Frontier of the Stars (1921) - Soy un fugitivo (1932) - Girl Missing (1933) - Strictly Personal (1933) - After Tonight (1933) - From Headquarters (1933) - Hi, Nellie! (1934) - The Ninth Guest (1934) - The Trumpet Blows (1934) - The Last Gentleman (1934) - The President Vanishes (1934) - La cena de los acusados (1934) - Transient Lady (1935) - Village Tale (1935) - Wanderer of the Wasteland (1935) - The Return of Peter Grimm (1935) | - Chatterbox (1936) - Winterset (1936) - Furia (1936) - The Texas Rangers (1936) - The Lady Consents (1936) - Maid of Salem (1937) - Let Them Live (1937) - The Man in Blue (1937) - Midnight Madonna (1937) - Little Miss Broadway (1938) - A Man to Remember (1938) - Man of Conquest (1939) - Career (1939) - Three Sons (1939) - Main Street Lawyer (1939) - A Man Betrayed (1941) - The Omaha Trail (1942) |